# Ayman Younes
Ayman Younes (en árabe: أيمن يونس‎; El Cairo, Egipto, 20 de febrero de 1964) es un exfutbolista de Egipto que jugaba en las posiciones de centrocampista y delantero. Actualmente tiene el récord del gol más rápido en la historia de la Primera División de Egipto, hecho a los 13 segundos ante el Suez SC en 1990.

## Carrera

### Club
| Periodo   | Club       |
| --------- | ---------- |
| 1983–1992 | Zamalek SC |
| 1992–1994 | Tersana SC |

### Selección nacional
Jugó para Egipto en 26 ocasiones de 1985 a 1990 y anotó cinco goles, teniendo su debut el 29 de marzo de 1985 en una victoria por 2-0 ante Camerún en un partido amistoso. Participó en la Copa Africana de Naciones 1988 donde anotó un gol.

## Logros
- Primera División de Egipto (3): 1983–84, 1987–88, 1991–92
- Copa de Egipto (1): 1987-88
- Copa Africana de Clubes Campeones (2): 1984, 1986
- Copa Afro-Asiática (1): 1987